# 경화연
《경화연(鏡花緣)》(1828년)은 청나라 때의 풍자소설로, 전 100회이다. 작자는 이여진(李汝珍, 1763 ?-1830)으로 자는 송석(松石). 허베이(河北) 대흥(大興=베이징) 사람이다. 1810년경부터 10여 년에 걸쳐서 집필하였다.
당의 측천무후시대에 당오(唐敖)라는 서생이 상선에 편승하여 해외를 편력하고 최후에 선경(仙境)에 숨는다. 또한 그의 딸이 아버지를 찾아다니다가 알게 된 여성과 같이 과거에 합격한다는 이야기로서 해외여행기에다가, 저자의 음운학에서부터 의학, 바둑에 걸친 박학다재(博學多才)를 첨가하여 구성했고 부인문제나 과거제도에 대한 풍자를 주제로 하고 있다.